# 에크멜레딘 이흐사노글루

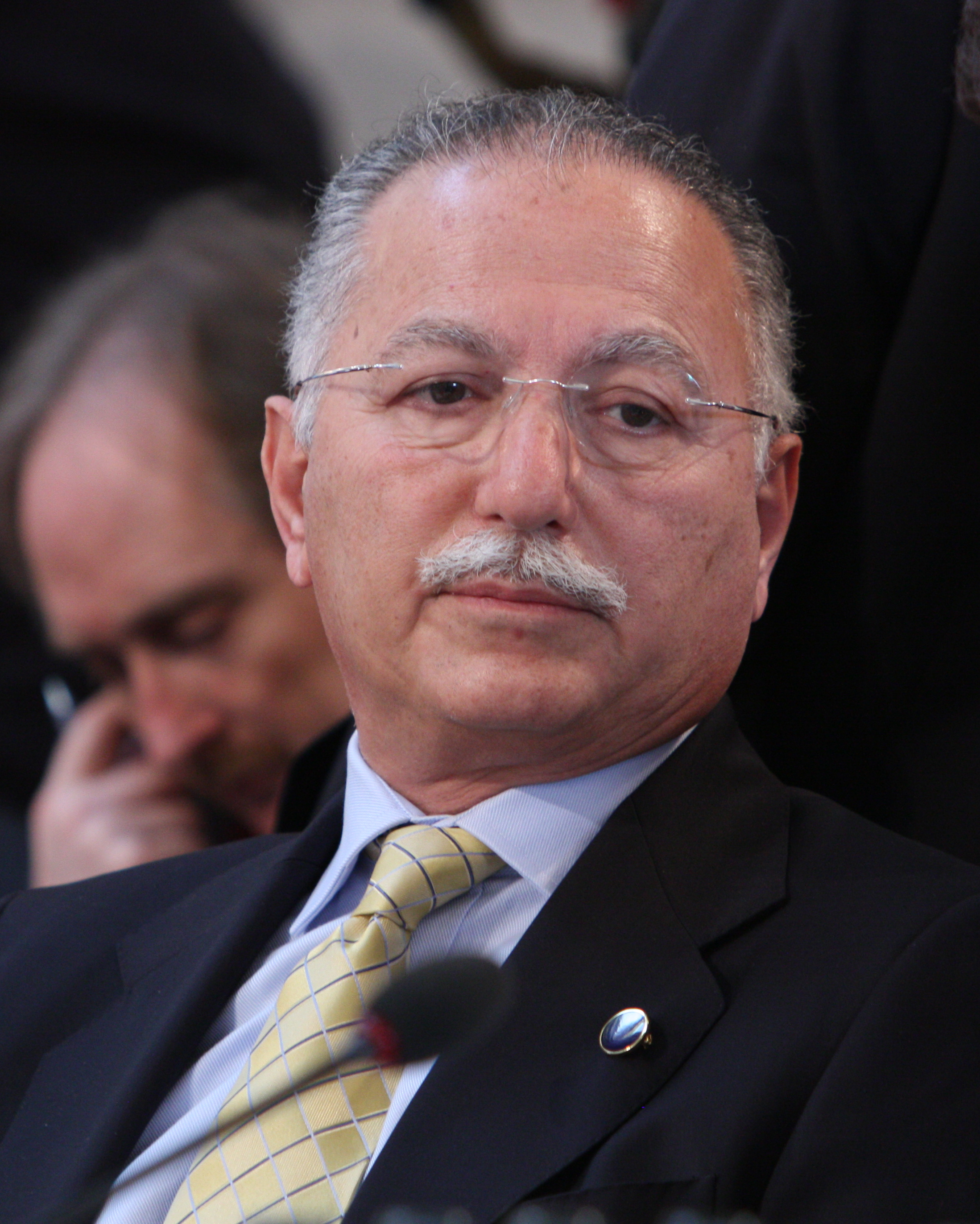

에크멜레딘 이흐사노글루(튀르키예어: Ekmeleddin İhsanoğlu)는 터키의 학자로, 2004년부터 2014년까지 이슬람협력기구 사무총장을 지냈다. 2014년 대통령 선거에 야권 단일후보로 출마했으나, 레제프 타이이프 에르도안 총리에게 패해 낙선했다. 이집트 카이로 출신이다.